# ハンブルク空襲
ハンブルク空襲（ハンブルクくうしゅう）は、第二次世界大戦中にイギリスとアメリカがドイツのハンブルクに対して行なった一連の空襲作戦。
ドイツの大港湾都市ハンブルクは第二次世界大戦の間イギリス空軍（RAF）とアメリカ陸軍航空軍（USAAF）の激しい爆撃にさらされた。1943年7月の空襲のうちの1回で火災旋風が発生し、これが約4万人もの民間人の犠牲者を出した主因となった。

## ハンブルクの戦い

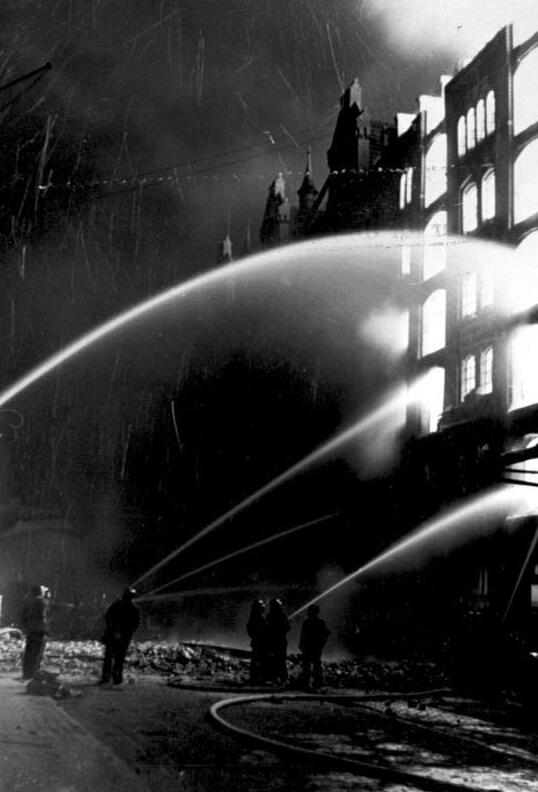
消火にあたる消防士

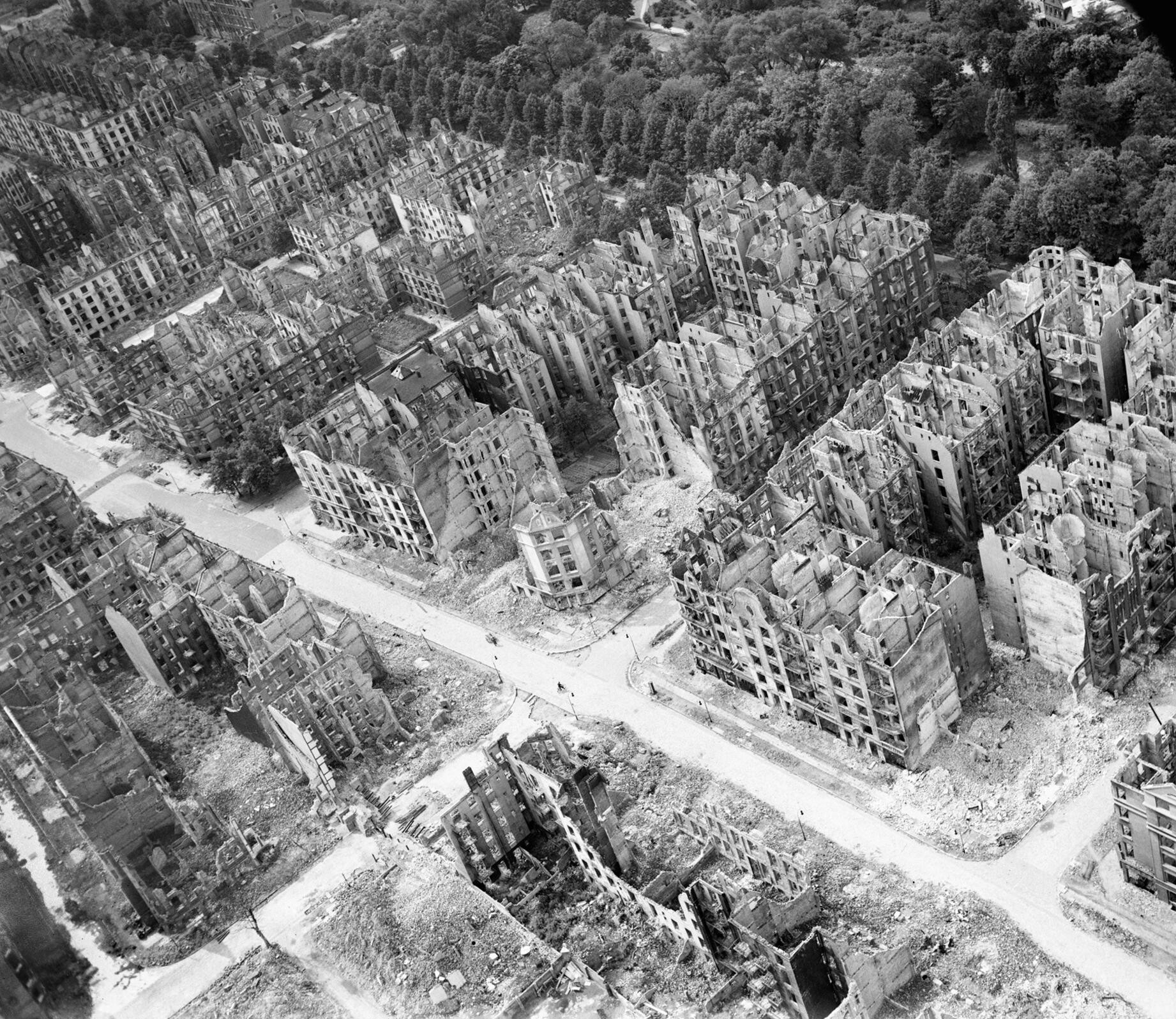
ハンブルクの空襲の典型的な被害状況（1944年か1945年撮影）。

ハンブルクの戦い、コードネームゴモラ作戦は、イギリス空軍の指揮の下に行なわれた1943年7月末に始まる一連のハンブルク空襲作戦である。当時の航空戦史上もっとも甚大な被害を出した空襲であり、イギリス政府は後にこれを「ドイツのヒロシマ」と呼んだ。
この作戦の概要はイギリス首相のウィンストン・チャーチルが、ドイツ人を「悪事を犯した奴らが今こそ酷い報いを受ける番だ」と言ったことで知られるアーサー・ "ボマー" ・ハリス空軍大将の助けを借りて立案した。イギリス空軍爆撃部隊、カナダ空軍（en:RCAF）アメリカ陸軍航空軍（特に第8空軍）の共同作戦により8昼7夜に及ぶ「24時間体制」の爆撃が可能な連携が組まれた。イギリス軍が夜間に、続いてアメリカ軍が昼間に爆撃を行なった。
最初の空襲は7月24日の午前0時57分ごろイギリス空軍によりおよそ1時間にわたって行なわれた。続いて午後2時40分にはアメリカ陸軍航空軍による2回目が、7月26日朝には3回目が行なわれた。7月26日の夜の空襲は午前0時20分に行なわれたが、北海上で雷と強風に見舞われ多数の爆撃機が爆弾を機外に投棄したため、投下された爆弾は2発だけだったと報告されている。また27日は昼間の攻撃が行なわれなかった。
7月27日の間もなく午前0時になる頃、739機の爆撃機がハンブルクを爆撃した。当日が異常に乾燥し暖かかったことや、一つの地域に爆撃が集中しハンブルクの消防隊が最初に火災が発生した現場へ到達出来なかったことなど様々な要因が重なって、この空襲は甚大な被害をもたらした。爆撃の初期段階で使われる榴弾「クッキー（en:Cookies）」により、24日の被災地域で活動していた消防隊が都市の中心部へ入る妨げとなり、爆撃はいわゆる「火災旋風」を引き起こすに至った。家屋に貯蔵されていた石炭やコークスといった燃料が火災の規模を拡大し、炎を伴った竜巻が発生して、この現象により屋外は溶鉱炉さながらとなった。最大風速は240km/h、気温は800℃に達した。市街は21km²に渡って焼け落ち、街路のアスファルトが突然発火して防空壕へ避難した者もしない者も大勢死亡した。ゴモラ作戦の犠牲者40,000人のほとんどがこの夜の空襲が原因で死亡している。
ゴモラ作戦で少なくとも40,000人が死亡したが、ほとんどが民間人だった。また100万人を越えるドイツ市民が家を失った。延べ3,095機の爆撃機が出撃して、ハンブルク上空に到達した2,630機が約9,000トンの爆弾を投下し、約315,000戸の家屋が破壊された。ハンブルク爆撃ほどドイツ政府に衝撃を与えた都市空襲はなかった。文書によればドイツ政府はすっかり恐れをなしてしまった。後に高級官吏に行なわれたこの空襲に関連する尋問からもそうした徴候が見られ、ヒトラーが同規模の攻撃が行なわれた場合ドイツは戦線離脱を余儀なくされるかもしれないと考えていた事が示唆されている。また、大規模空襲の実施をイギリスによるプロパガンダとして冷笑していた宣伝相のゲッベルスも被害の深刻さを率直に認め、防空の責任者である空軍大臣のゲーリングは次官のミルヒや戦闘機隊総監のガーランドなどと防空対策や反撃手段への協議に追われることとなった。第二次世界大戦が終結するまでハンブルクはこれ以外に69回空襲を受けた。
イギリス空襲部隊は戦時中にハンブルク上空で計440機の爆撃機を失ったが、うち攻撃初日に墜落したのは12機だった。

## 第二次世界大戦中のハンブルク空襲年表
イギリス空軍によるハンブルク空襲は以下の通り。
1939年
- 9月10日から11日にかけて10機の航空機がビラを撒いた。

1940年
- 11月15日から16日にかけてと、16日から17日にかけての夜間に合計200機の爆撃機による大空襲が行なわれた。最初の夜にブローム・ウント・フォス社（en:Blohm + Voss）の造船所が被害を受け、60件以上の火災が発生した。2回目の夜に襲来したのは60機で、被害も前者よりもはるかに少なかった。この空襲のわずか24時間後の11月14日から15日にかけてドイツ空軍は大規模なコヴェントリー爆撃を行なった。しばしば、これが報復目的の空襲だったとする向きもあるが、攻撃が予定されたのは24時間より前と考えられるため、復讐を企図して空襲を計画したという説は疑わしい。

1941年
- 3月12日から13日にかけての夜間。全257機によるハンブルク、ブレーメン、ベルリンへの大空襲。
- 3月13日から14日にかけての夜間。単発の空襲では最も多い51名の死者が出た。
- 4月。1ヶ月間ハンブルクが空襲の主要目標となる。
- 5月。ハンブルクはこの月に何度も空襲された。空襲はおよそ100機の爆撃機によって行なわれた。
- 5月11日から12日にかけての夜間。92機による大空襲。
- 6月27日から28日にかけての夜間。ブレーメン空襲。しかし50マイル距離を間違えたため、ほとんどがハンブルクへ誤爆。35機のうち11機が夜間戦闘機により撃墜された。

1942年
- 1月14日から1月15日にかけての夜間。95機による大空襲。うち、ハンブルクを空襲したのは48機だけとされている。ハンブルク＝アルトナ駅が被弾した他、12ヶ所で火災が発生し、うち7ヶ所で延焼。6名死亡、22名負傷。爆撃機の墜落は報告されていない。
- 1月15日から16日にかけての夜間。96機による大空襲。ハンブルク爆撃に成功したのは52機とされている。36ヶ所で火災が発生し、うち3ヶ所で延焼。3名死亡、25人負傷。爆撃機11機墜落。
- 1月16日から17日にかけての夜間。ブレーメンを主要目標とする83機による空襲。しかしハンブルクも第二目標に設定されており、同市では11ヶ所で火災が発生し民間人5名が死亡、12名が負傷した。
- 2月16日から17日にかけての夜間。2機による空襲。詳細不明。
- 4月8日から9日にかけての夜間。173機による大空襲。75ヶ所で火災が発生し、うち33ヶ所で延焼。23名死亡、66名負傷。爆撃機8機墜落。
- 5月3日から4日にかけての夜間。81機による小編成の空襲。ハンブルク大火100周年に合わせて出撃。53機が目標物を爆撃したと推測される。113ヶ所で火災が発生し、うち57ヶ所で延焼。77名死亡、243名負傷、1,624名が焼け出された。爆撃機5機墜落。
- 7月26日から27日にかけての夜間。403機による大空襲。広範囲に渡って被害が出たが、そのほとんどは埠頭や工業地区ではなく住宅地区や半商業地区だった。少なくとも800ヶ所で火災が発生し、うち523ヶ所で延焼。823戸の家屋が破壊され、5,000戸を越える家屋に被害が出た。337名死亡、1,027名負傷、14,000名以上が焼け出された。爆撃機の墜落は29機であるが、これは出撃した全体の7.2 %に上る。
- 7月28日から29日にかけての夜間。256機による大空襲。悪天候により68発の爆弾を目標地域に投下するに止まる。56ヶ所で火災が発生し、うち15ヶ所で延焼。13名死亡、48名負傷。爆撃機の墜落率が高く、主要部隊の15.3 %がこの出撃で墜落した。
- 8月3日の昼間。10機による小規模な空襲。
- 8月18日の昼間。モスキート1機による擾乱（じょうらん）攻撃。
- 9月19日の昼間。モスキート2機による擾乱攻撃。
- 10月13日から14日にかけての夜間。同市を第二目標とした小規模な空襲。8名死亡、43名負傷。
- 11月9日から10日にかけての夜間。213機による大空襲。26ヶ所で火災が発生し、3ヶ所で延焼。3名死亡、16名負傷。出撃機の7.0 %にあたる15機が墜落した。

1943年
- 1月30日から31日にかけての夜間。148機による中規模な空襲。第二次世界大戦でH2Sレーダーが実戦投入された最初の空襲でもあるが、H2Sは目標捕捉に失敗し、爆弾はばらまかれた。しかし、119ヶ所で火災が発生し、71ヶ所で延焼。58名が死亡、164名が負傷した。全体の3.4%にあたる5機が墜落した。
- 2月3日から4日にかけての夜間。263機による大空襲。悪天候により早期に爆撃機の多くが帰還した。莫大な損害を与えるべく立案されたが、戦果は少なかった。全体の6.1 %にあたる16機が墜落したが、そのうちの多くは夜間戦闘機よる撃墜だった。
- 3月3日から4日にかけての夜間。417機による大空襲。H2Sで捕捉した泥の浅瀬をパスファインダー部隊（en:Pathfinder）は埠頭と誤認して目標を誤り、ほとんどの爆弾はハンブルクの中心地から13マイル下流の小さな町ヴェーデル（en:Wedel）周辺に着弾した。ハンブルクに着弾した爆弾による被害は大きく、100ヶ所で火災が起こり、27名が死亡、95名が負傷した。ヴェーデルの被害も広範囲に渡った。全体の2.4 %にあたる10機が墜落した。
- 4月13日から14日にかけての夜間。モスキート2機による擾乱攻撃。
- 6月26日から27日にかけての夜間。モスキート4機による擾乱攻撃。
- 6月28日から29日にかけての夜間。モスキート4機による擾乱攻撃。
- 7月3日から4日にかけての夜間。モスキート4機による擾乱攻撃。

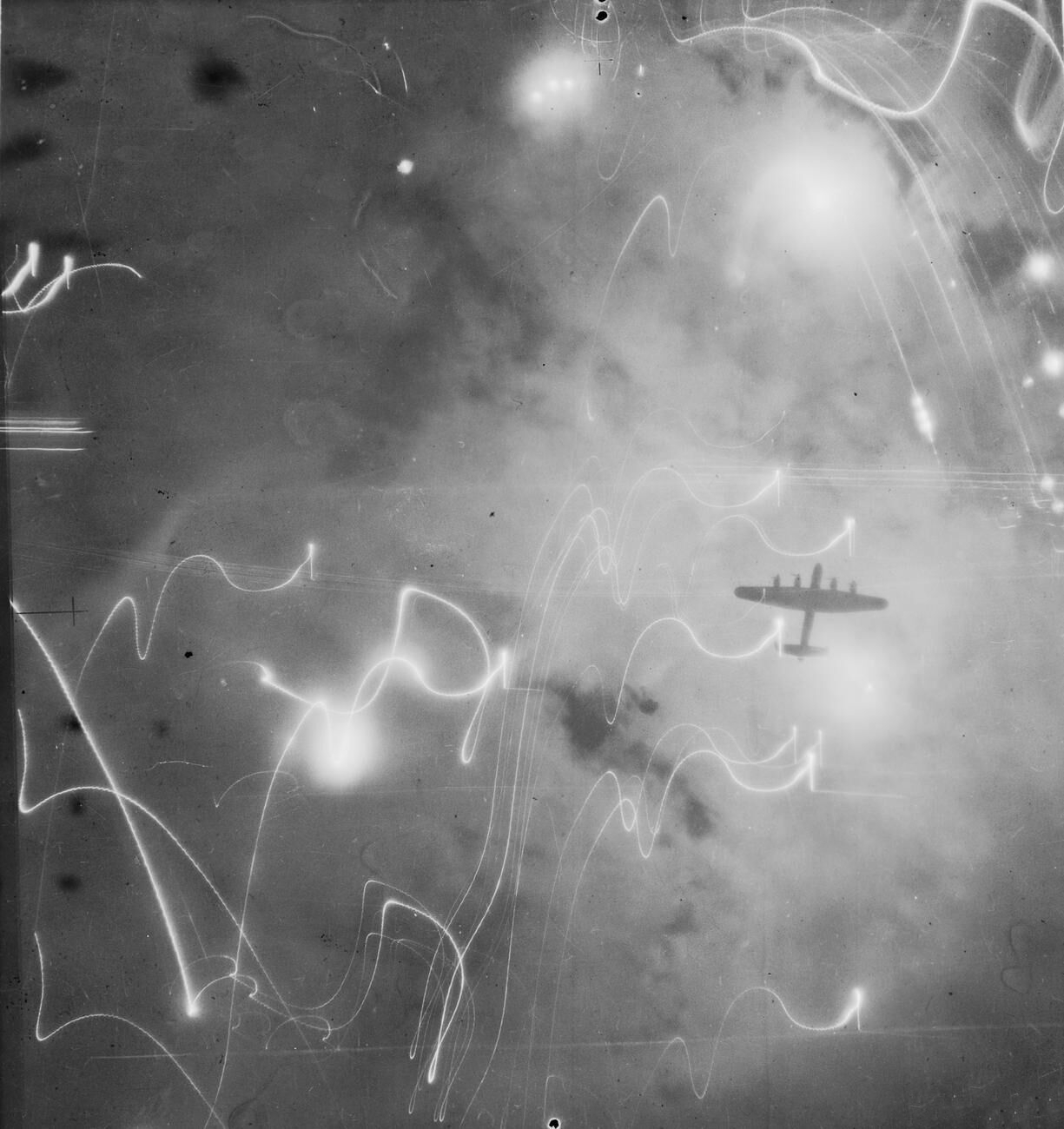
1943年7月30日から31日にかけての夜間にハンブルク上空を飛ぶイギリス空軍第1機群（ en:No. 1 Group）のアブロ ランカスター。夜間撮影のためシャッタースピードが遅く、光がカーブを描いている。

- 7月24日から25日にかけての夜間。791機による大空襲。これがハンブルクの戦いの開始と位置づけられる。チャフによるドイツ夜間戦闘機のレーダー方向探知への対抗策が初めてとられた。晴天のため光学式照準器とH2Sは正確に市の中央部に目標を定めることができた。728機は50分間にわたって爆弾の投下を続け、少なくとも爆撃機の半数が中心部から3マイル以内に爆撃したが、それには6マイルに渡るクリープバックが伴った。中心部から北西地区にかけて特にアルトナ地区、アイムスビュッテル地区、ホーエルフト地区が甚大な被害を受けた。攻撃のための目印にされたものの中で有名なものにハンブルク市庁舎、聖ニコライ教会（en:St. Nikolai）、警察署、電話交換所、ハーゲンベック動物園がある。およそ1,500名が死亡したが、被害者が一番多かったのは集中爆撃の支援をする無線通信装置オーボエ（en:Oboe）の探査範囲外だった。チャフの効果で全体の1.5 %にあたる12機が墜落するに止まった。
- 7月25日から26日にかけての夜間。モスキート6機による陽動擾乱攻撃。
- 7月26日から27日にかけての夜間。モスキート6機による擾乱攻撃。
- 7月27日から28日にかけての夜間。H2Sを使用したパスファインダー部隊に誘導された787機による大空襲。都市中心部より2マイル東が爆撃された。異常に乾燥しており、労働者階級が暮らす住居が建て込んだハンマーブルーク地区、ハム地区、ボークフェルデ地区、ローテンブルクスオルト地区で火災旋風が発生した。イギリス空軍はこの局面において通常の爆撃よりも集中して爆弾を投下出来るようにした。概算では30分を越えた段階で550ないし600発の爆弾がわずか2マイル×1マイルの地域に投下されたとされ、火災は徐々に東へと広がっていった。火災旋風はおよそ3時間続き、およそ16,000戸の高層アパートが破壊され、約40,000人が死亡したが、ほとんどは地下防空壕から空気が吸い出された結果として発生した一酸化炭素による中毒の犠牲者だった。この空襲の影響でおよそ1,200,000人に上るハンブルク市民のうちの3分の2が、更なる空襲を恐れハンブルクから逃げた。
- 7月28日から29日にかけての夜間。モスキート4機による擾乱攻撃。
- 7月29日から30日にかけての夜間。H2Sを使用したパスファインダー部隊に誘導された777機による大空襲。計画では手付かずの北郊外を爆撃する予定だったが、地図作成ミスが三夜前火炎旋風により壊滅した地域のすぐ北への爆撃に繋がった。ワンツベック地区、バルムベック地区及び、ウーレンホルスト地区とヴィンターフーデ地区の一部にある居住地域は甚大な被害を受け、火災が広範囲に及んだが火災旋風は起こらなかった。全体の3.6 %にあたる28機が墜落した。
- 8月2日から3日にかけての夜間。740機による大空襲だったが、悪天候により2、3機を除き全機がハンブルクへの爆撃を中止し、その代わりに第二目標への爆撃を行なった。全体の4.1 %にあたる30機が墜落した。
- 8月22日から23日にかけての夜間。モスキート6機による陽動擾乱攻撃。
- 11月5日から6日にかけての夜間。モスキート26機によるハンブルク及び他の都市への空襲。

1944年
- 1月1日から2日にかけての夜間。モスキート15機による陽動攻撃。
- 3月11日から12日にかけての夜間。モスキート20機による擾乱攻撃。
- 4月6日から7日にかけての夜間。モスキート35機による空襲。1機墜落。
- 4月26日から27日にかけての夜間。モスキート16機による陽動攻撃。
- 4月28日から29日にかけての夜間。モスキート26機による空襲。
- 6月22日から23日にかけての夜間。モスキート29機による陽動攻撃。
- 7月22日から23日にかけての夜間。モスキート26機による陽動攻撃。1機墜落。
- 7月26日から27日にかけての夜間。モスキート30機による陽動攻撃。1機墜落。
- 7月29日の夜間。307機による大空襲。この空襲は失敗し、爆弾はばらまかれた。ドイツ側の資料によれば120機だけが同市に到達して爆弾を投下したとされる。22機が夜間戦闘機により撃墜された。
- 8月26日から27日にかけての夜間。モスキート13機による陽動擾乱攻撃。
- 8月29日から30日にかけての夜間。全53機によるハンブルクを含む5都市を目標とした陽動擾乱攻撃。
- 9月6日から7日にかけての夜間。モスキート32機による擾乱攻撃。
- 9月26日から27日にかけての夜間。モスキート9機による陽動擾乱攻撃。
- 9月30日から10月1日にかけての夜間。モスキート49機による空襲。
- 10月12日から13日にかけての夜間。モスキート52機による空襲。1機墜落。
- 11月30日から12月1日にかけての夜間。モスキート53機による陽動攻撃。
- 12月11日から12日にかけての夜間。モスキート28機による空襲。
- 27日から28日にかけての夜間、モスキート7機による擾乱攻撃。

1945年
- 1月16日から17日にかけての夜間。モスキート9機による擾乱攻撃。
- 3月8日から9日にかけての夜間。312機による大空襲。建造中のUボートXXI型を破壊するため、ブローム・ウント・フォス社の造船所に対して行なわれた。雲に阻まれ損害はわずかだった。爆撃機1機が墜落。
- 3月21日から22日にかけての夜間。159機による空襲。目標の石油精製所は戦争が終結するまで稼働不能になった。爆撃機4機墜落。
- 3月30日から31日にかけての夜間。モスキート43機による空襲。
- 3月31日の昼間。469機による大空襲。建造中のXXI型Uボートを破壊するため、ブローム・ウント・フォス社の造船所に対して行なわれた。雲に阻まれ目標に重大な損害を与えることは出来なかったが、家や工場、エネルギー供給、通信施設などにかなりの被害があり、ハンブルクの南部の広い地域にも損害を与えた。11機が墜落したが、そのほとんどが昼間戦闘機に撃墜された。
- 4月2日から3日にかけての夜間。モスキート1機による擾乱攻撃。
- 4月8日アメリカ陸軍空軍による造船所空襲。
- 4月8日から9日にかけての夜間。440機による造船所地区への大空襲。しかし部分的に雲がかかり空襲は分散した。造船所へ損害を与えたのがアメリカ軍かイギリス軍か、それとも両方であったのかは不明。
- 4月9日の昼間。57機による空襲。イギリス第5空軍のアブロ ランカスター40機が石油貯蔵タンクを、グランドスラムとトールボーイを搭載した第617中隊の17機がUボート・ブンカーを攻撃した。攻撃は双方共に成功したが、石油貯蔵タンクを攻撃したランカスター2機が撃墜された。
- 4月9日から10日にかけての夜間。モスキート24機による陽動攻撃。
- 4月13日から14日にかけての夜間モスキート87機による陽動攻撃。

## 影響

### 都市の景観

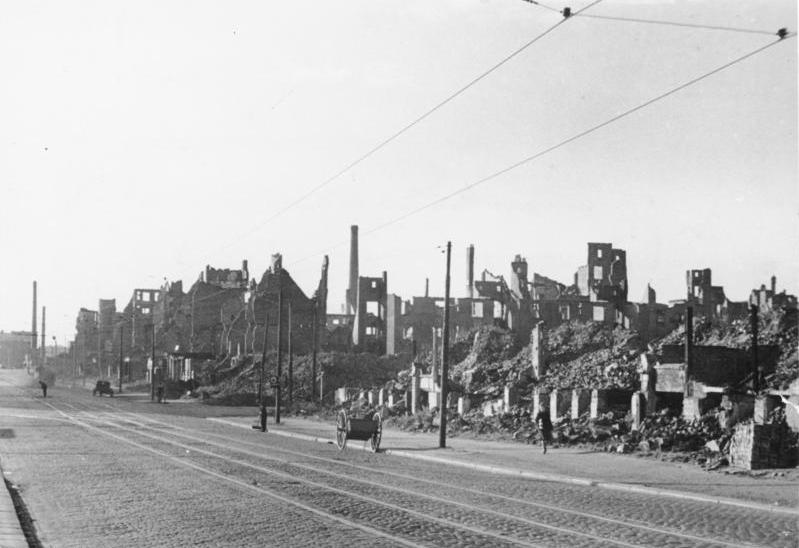
瓦礫と化したハンブルク市街

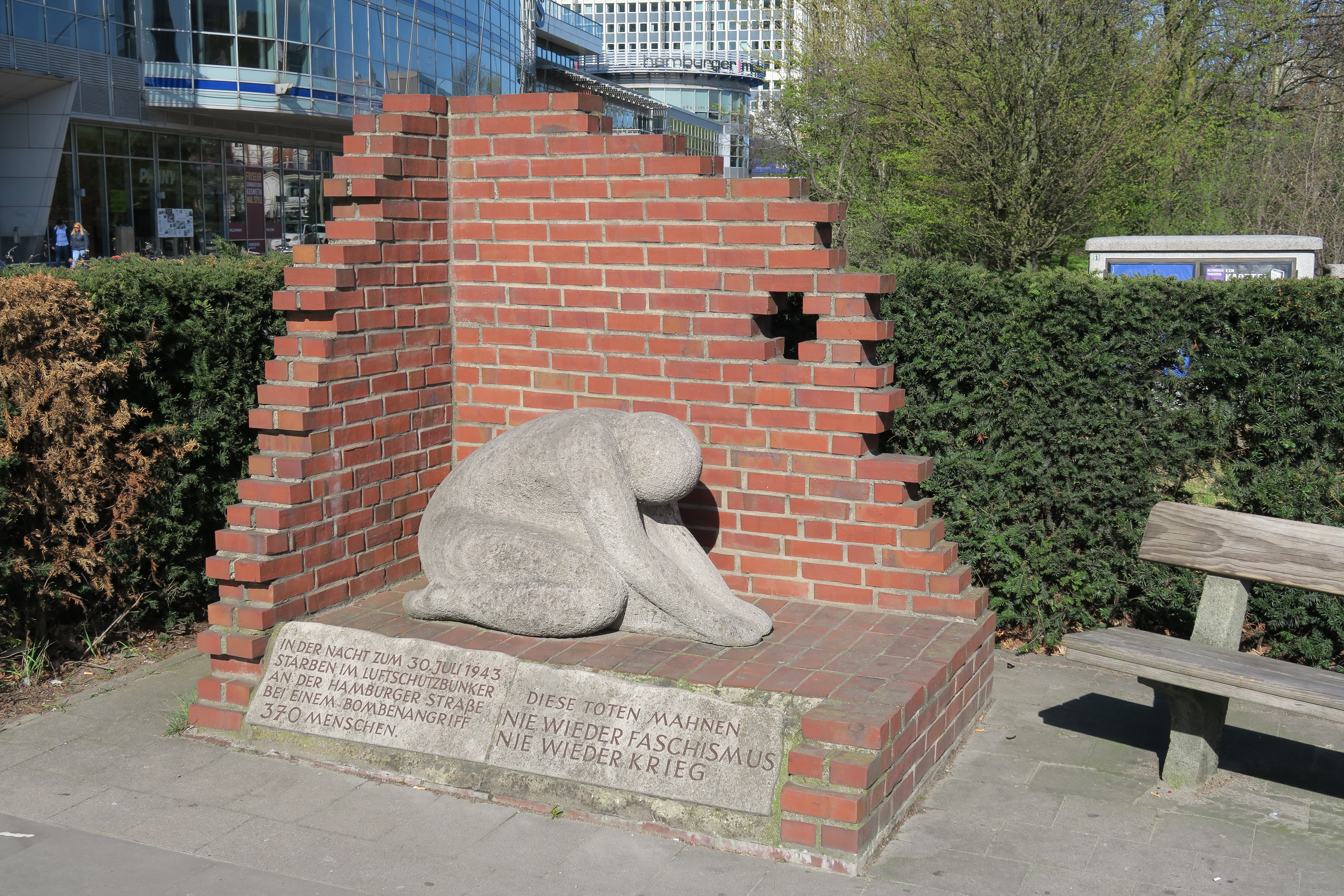
ハンブルク空襲の犠牲者への慰霊碑
_{「1943年7月30日の夜、空襲で370人がハンブルク通りの防空壕の中で亡くなった。彼らの死を忘れるな。二度とファシズムを台頭させてはならない。二度と戦争を起こしてはならない」という碑文が刻まれている}

居住者のほとんどが港湾労働者だったハンマーブルーク地区は完全に破壊され、住宅地ではなく商業地として再建された。隣接するローテンブルクスオルト地区も同じ運命をたどり、再建された住宅地は小規模にすぎなかった。これらの地域と中央駅を繋いでいた地下線路も再建されなかった。
破壊された居住地域の多くは通りをまたいで家が建て直されたため、かつての区画の名残は無くなってしまった。破壊された建物の瓦礫を積み上げてエーイェンドルファー公園の丘が作られた。

### 慰霊碑
第二次世界大戦中の空襲を忘れないようにハンブルクにはいくつもの慰霊碑がある。
- 空襲によりほとんどが破壊された聖ニコライ教会は反戦の記念碑となった。この教会の尖塔は爆撃機のパイロットに標準点として使われたが、攻撃に耐えた。
- カールシュタットデパートの地下防空壕での犠牲者の慰霊碑がデゼニッス通りとハンブルク通りの角にある。デパートは7月30日の夜に被弾し、この空襲で避難していた人達は熱と一酸化炭素中毒で死亡した。
- 空襲の犠牲者はオールスドルフ墓地の共同墓地に埋葬された。ゲルハルト・マルクス作の慰霊碑「ステュクス渡り」は共同墓地の中央に建てられているが、その慰霊碑では若い恋人同士や子を連れた母、男、絶望に打ちひしがれた男などをカローン（ギリシャ神話における三途の川の渡し守）がステュクス川の対岸へ渡す様子が表されている。
- 1943年7月の空襲による破壊を忘れないために、第二次世界大戦後に建て直された家の多くに「1943年被災。…再建」と書かれた記念額が見られる。

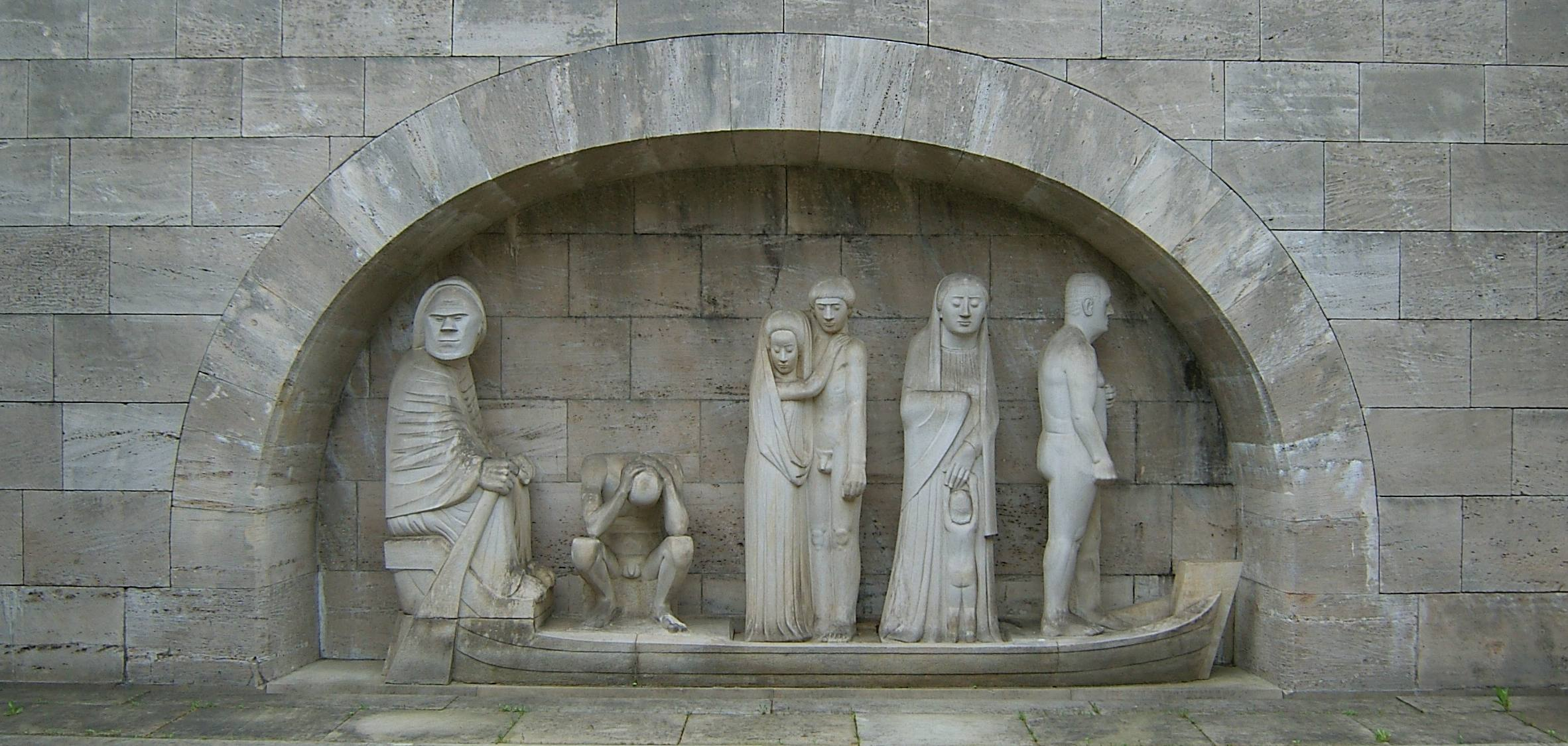
オールスドルフ墓地にある慰霊碑「ステュクス渡り」
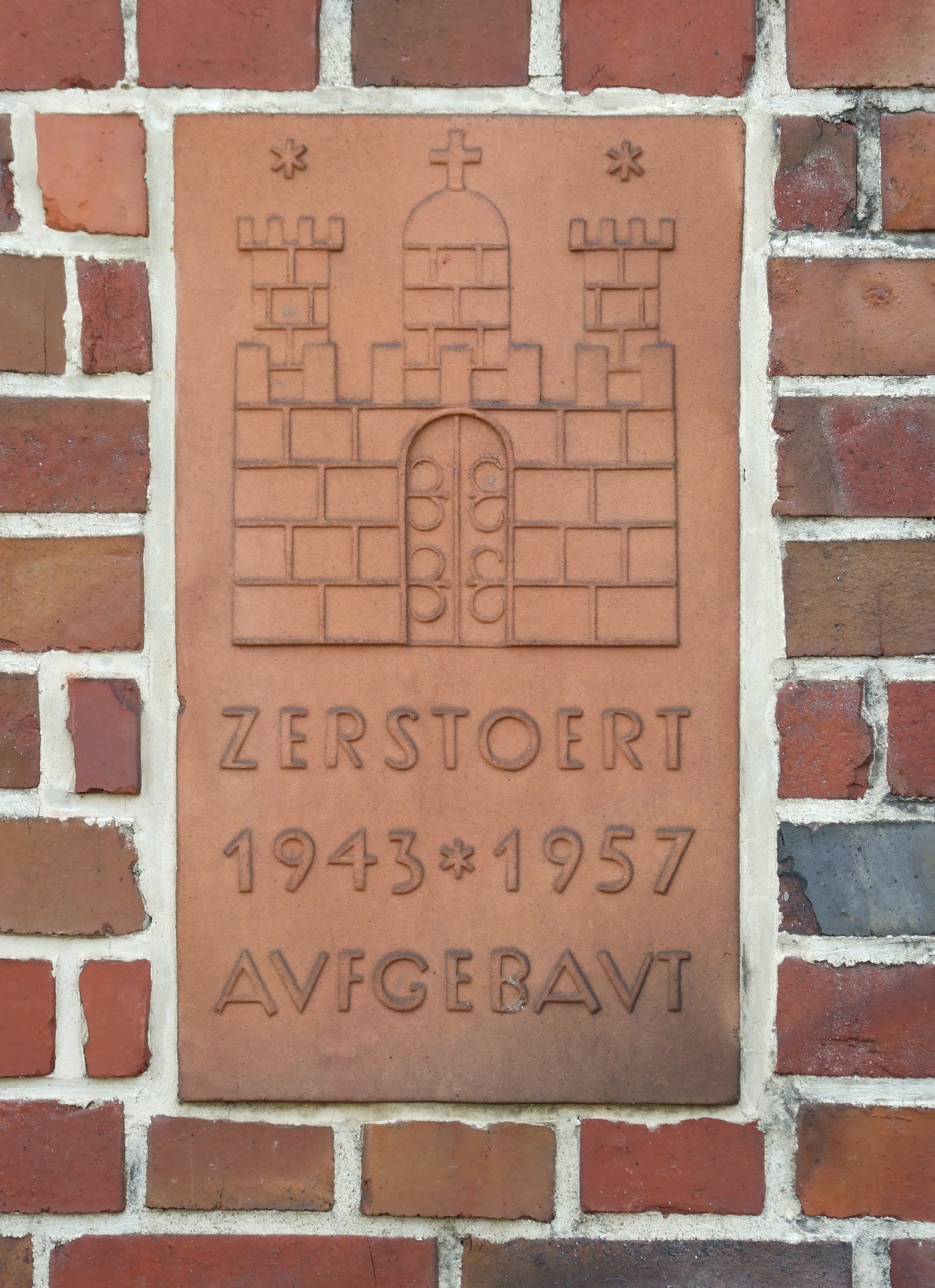
ハンブルクの家に見られる記念額の一例

## 空襲映像
- 『灼熱の嵐に捕えられて（Gefangen im Glut-Orkan）』 1943年7月の写真と映像記録。シュピーゲル・オンライン、2008年7月24日。（ドイツ語）